# Diouradougou Kafo
Diouradougou Kafo is een gemeente (commune) in de regio Sikasso in Mali. De gemeente telt 9300 inwoners (2009).